# 大越博雄
大越 博雄（おおこし ひろお、1961年(昭和36年)7月9日 - ）は、日本の実業家。マブチモーター株式会社会長。

## 人物・経歴
- 1961年(昭和36年)7月9日生まれ。神奈川県出身。
- 1984年(昭和59年) 3月 - 中央大学経済学部卒業。
- 1984年(昭和59年) 4月 - マブチモーター入社。
- 1990年(平成 2年) 6月 - 萬寶至實業有限公司購買課長
- 1996年(平成 8年) 8月 - 同社総経理室長
- 2002年(平成14年) 5月 - 同社董事兼総務部長兼人事部長
- 2002年(平成14年)10月 - 経営企画室長
- 2003年(平成15年) 3月 - 事業基盤改革推進本部副本部長
- 2004年(平成16年) 1月 - 経営企画部長
- 2009年(平成21年)11月 - 執行役員管理本部長
- 2011年(平成23年) 3月 - 取締役
- 2013年(平成25年) 3月 - 代表取締役社長兼社長執行役員[3]
- 2019年（平成31年）3月 - 代表取締役社長CEO
- 2022年（令和4年）3月 - 代表取締役会長CEO
- 2024年（令和6年）3月 - 代表取締役会長[4]